# Système universitaire de documentation

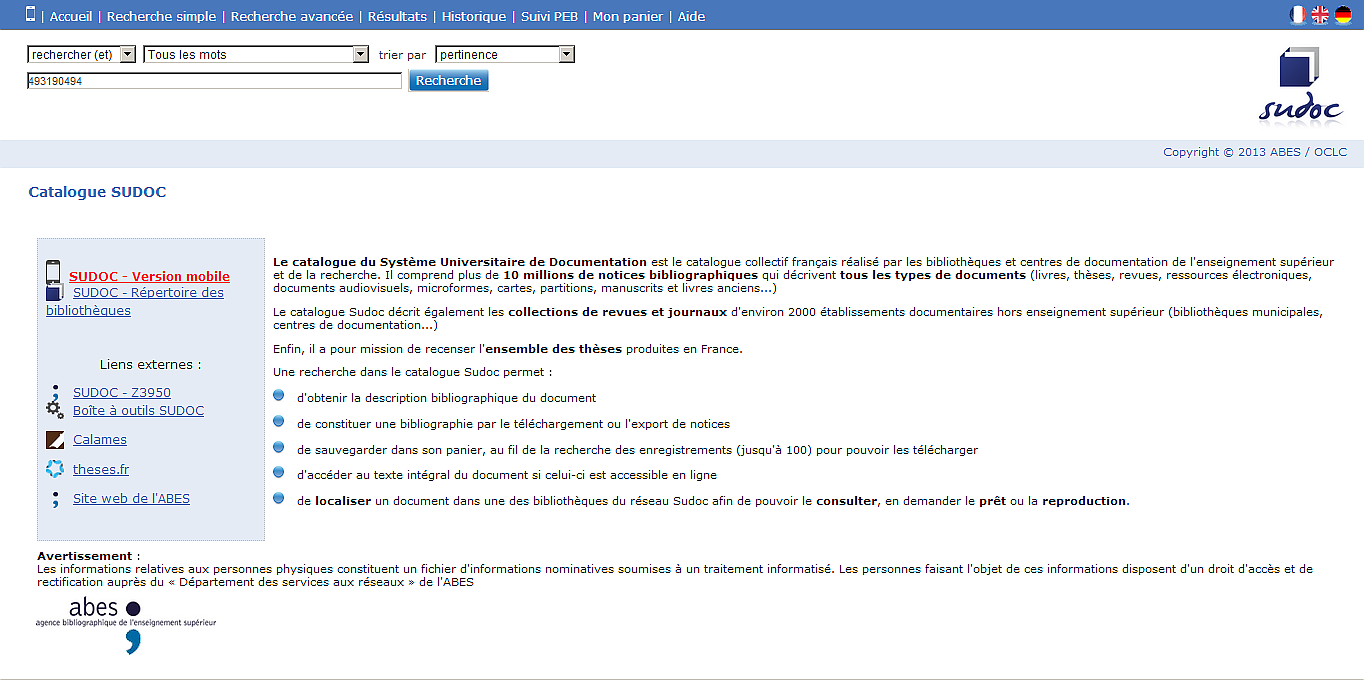
Screenshot der Startseite von SUDOC

Der Katalog Système universitaire de documentation (SUDOC; in freier deutscher Übersetzung ‚Dokumentationskatalog der Universitätsbibliotheken‘) ist ein französischer Verbundkatalog, der 1999 gegründet wurde. Er wird von verschiedenen Dokumentationsstellen an Hochschulen und Forschungszentren geführt. Die übergeordnete Verwaltung erfolgt durch die Agence bibliographique de l'enseignement supérieur (ABES).
Mit seiner Normdatei Autorités (IdRef) nimmt SUDOC am Virtual International Authority File (VIAF) teil.

## Übersicht
Der SUDOC-Katalog enthielt im Jahr 2018 mehr als 15 Millionen bibliografische Einträge zu diversen Dokumenten wie Monografien, Doktorarbeiten, Zeitschriften, elektronische und audiovisuelle Quellen, Mikroformen, Karten, Partituren und Manuskripten zusammen mit ihrem Standortnachweis.
Der Katalog erfasst ferner Sammlungen von Zeitschriften von rund 2000 Dokumentationsstellen, die nicht in den Hochschulbereich fallen, so städtische Bibliotheken, Dokumentationszentren usw. Zudem beansprucht der Katalog alle Dissertationen aufzuführen, die in Frankreich verfasst wurden.
Mit den Funktionen des SUDOC lässt sich:
- per Download oder Export von Einträgen eine Bibliografie erstellen;
- im Laufe der Suche (bis 100) Einträge in einer Zwischenablage speichern, um sie später herunterzuladen;
- auf den vollständigen Text des Dokuments zugreifen, wenn es online angeboten wird;
- ein Dokument in einer der Bibliotheken des SUDOC-Netzes lokalisieren, um es zu konsultieren, für die Fernleihe zu bestellen oder zu reproduzieren.